# Christian Jaudes
Christian „Chris“ Jaudes (* 9. Oktober 1959; † 11. Februar 2024 in Maplewood (New Jersey)) war ein US-amerikanischer Theater- und Jazzmusiker (Trompete) sowie Hochschullehrer.

## Leben und Wirken
Jaudes wuchs in St. Louis auf. Seine Karriere als Hochschullehrer begann er 1980 an seiner Alma Mater, der Illinois State University, und war dann an den Fakultäten der Hofstra University, der Long Island University und der New School University tätig. Von 2005 bis zu seiner Pensionierung im Jahr 2022 unterrichtete er Jazztrompete an der New Yorker Juilliard School.
Im Laufe seiner Karriere als professioneller Musiker trat Jaudes u. a. mit dem St. Louis Symphony Orchestra, den New York Philharmonic, den Salvation Army Bands und der Brass Band of Battle Creek auf und tourte mit Paul Anka. Zu den weiteren Künstlern, mit denen er zusammenarbeitete, gehörten Bob Hope, B. B. King, Ray Charles, Shania Twain, Barry Manilow, Idina Menzel und Celine Dion. Er trat außerdem in zahlreichen Broadway-Shows und Musicals auf, darunter in Ragtime und Sunset Boulevard, sowie auf den mit einem Grammy ausgezeichneten Besetzungsalben von Gypsy und Annie Get Your Gun.
Jaudes spielte Ende der 1990er-Jahre in der Lew Anderson Big Band; weitere Aufnahmen entstanden ab 2003 mit Patrick Saussois, Richie Cole, Tommy Igoe und der Birdland Big Band, zuletzt mit Marlene VerPlanck/Warren Vaché (I Give Up, I’m in Love).